# Strada nazionale 11 (Regno d'Italia)
La strada nazionale 11 era una strada nazionale del Regno d'Italia, che congiungeva Uznik al Regno dei Serbi, Croati e Sloveni presso Hotedršica, risalendo il percorso del fiume Idria. Era compresa inoltre una diramazione verso sud fino a Zolla.
Venne istituita nel 1923 con il percorso "Uznik - S. Lucia - Idria - Confine Jugoslavo verso Hotedrasica con diramazione Godowitsch - Zoll.".
Nel 1928, in seguito all'istituzione dell'Azienda Autonoma Statale della Strada (AASS) e alla contemporanea ridefinizione della rete stradale nazionale, il suo tracciato costituì la parte terminale della strada statale 57 del Vipacco e dell'Idria (da Uznik a Godovici) e l'intera diramazione della stessa (da Godovici a Hotedršica); la diramazione venne a costituire invece un ulteriore tratto della SS 57.